# Chlorospatha hastifolia
Chlorospatha hastifolia är en kallaväxtart som beskrevs av Josef Bogner och L.P.Hannon. Chlorospatha hastifolia ingår i släktet Chlorospatha och familjen kallaväxter.
Artens utbredningsområde är Colombia. Inga underarter finns listade.